# 山中隆弘
山中 隆弘（やまなか たかひろ、1976年 - ）は、日本のアニメプロデューサー、音楽プロデューサー。株式会社博報堂DYミュージック&ピクチャーズ アニメ事業本部 アニメ事業2グループ所属。

## 経歴
大学を卒業後、キングレコードのアルバイトを経て同社に入社。2002年に大月俊倫との面接を経て、スターチャイルドの制作部門に異動となる。アニメプロデューサーとして、『みなみけ』『とらドラ!』『シドニアの騎士』などの作品を担当した。音楽プロデューサーとしては喜多村英梨などのアーティストを担当していた。『クロスアンジュ 天使と竜の輪舞』を最後に制作から離れ、配信営業や宣伝などを担当する。
2017年10月に博報堂DYミュージック&ピクチャーズに移籍。アニメ事業本部 アニメ事業2グループに配属され、プロデューサーに復帰した。

## 人物
愛称は「やまちゅー」であり、自身のTwitterなどでこの名義を使用している。

## 作品一覧

### テレビアニメ
2003年
- 宇宙のステルヴィア（アシスタントプロデューサー）

2004年
- 十兵衛ちゃん2 -シベリア柳生の逆襲-（音楽制作担当）
- 双恋（アシスタントプロデューサー）

2005年
- フタコイ オルタナティブ（音楽制作担当）

2006年
- となグラ!（プロデューサー）

2007年
- がくえんゆーとぴあ まなびストレート!（プロデューサー）
- みなみけ（プロデューサー）

2008年
- みなみけ〜おかわり〜（プロデューサー）
- とらドラ!（プロデューサー）

2009年
- みなみけ おかえり（プロデューサー）
- かなめも（プロデューサー）

2010年
- ちゅーぶら!!（プロデューサー）
- kiss×sis（プロデューサー）
- ヨスガノソラ（プロデューサー）

2011年
- お兄ちゃんのことなんかぜんぜん好きじゃないんだからねっ!!（プロデューサー）
- まよチキ!（プロデューサー）
- C³ -シーキューブ-（プロデューサー）

2012年
- パパのいうことを聞きなさい!（プロデューサー）
- ココロコネクト（プロデューサー）

2013年
- みなみけ ただいま（アシスタントプロデューサー）
- 神さまのいない日曜日（プロデューサー）

2014年
- シドニアの騎士（プロデューサー）
- 失われた未来を求めて（プロデューサー）
- クロスアンジュ 天使と竜の輪舞（プロデューサー）

2019年
- ノー・ガンズ・ライフ（プロデューサー）

2020年
- ＜Infinite Dendrogram＞-インフィニット・デンドログラム-（プロデューサー）

2021年
- 無職転生 〜異世界行ったら本気だす〜（プロデューサー）
- スライム倒して300年、知らないうちにレベルMAXになってました（製作）

### OVA
2003年
- エイケン エイケンヴより愛をこめて（アシスタントプロデューサー）

2009年
- みなみけ べつばら（プロデューサー）

### アニメ映画
2014年
- モーレツ宇宙海賊 ABYSS OF HYPERSPACE -亜空の深淵-（配給協力）

2019年
- 劇場版 うたの☆プリンスさまっ♪ マジLOVEキングダム（アソシエイトプロデューサー）

2020年
- 劇場版 SHIROBAKO（プロデューサー）

### シングル
2008年
- みなみけ『その声が聴きたくて』（ディレクター）

2010年
- eufonius『比翼の羽根』（プロデューサー）

2011年
- 喜多村英梨『Be Starters!』（プロデューサー）
- 喜多村英梨『紋』（プロデューサー）

2012年
- 喜多村英梨『Happy Girl』（プロデューサー）
- 喜多村英梨『Destiny』（プロデューサー）

2013年
- 喜多村英梨『Miracle Gliders』（プロデューサー）

### アルバム
2007年
- 神田朱未『Bitter Sweet Friday』（プロデューサー）

2010年
- あこりこ『あなたにkiss』（プロデューサー）

2012年
- 喜多村英梨『RE;STORY』（プロデューサー）

2014年
- 喜多村英梨『証×明 -SHOMEI-』（プロデューサー、A&Rディレクター）

## 出演

### ラジオ
- 乃木坂春香の麻衣ふぇあれいでぃお! とらVS禁書、どっちのアニメにショー!（2008年9月27日） - ゲスト
- 喜多村英梨の超ラジ!（2009年7月27日・8月10日、超!A&G+） - ゲスト
- のら犬兄弟のギョーカイ時事放談（2011年11月9日[4]・11月16日[5]、アニメワン・Ustream） - ゲスト
- 徳井青空のソラトーク!（2012年7月15日・7月29日、超!A&G+） - ゲスト

### イベント
- 眉山山頂秋フェスタ×マチ★アソビ vol.1 エンターテイメント業界関係者 トークイベント（2009年10月11日、ufotable Cafe）
- 眉山山頂秋フェスタ×マチ★アソビ vol.4 キングレコード新作アニメ「お兄ちゃんのことなんかぜんぜん好きじゃないんだからねっ!!」トークショー（2010年10月9日、東新町商店街コルネの泉広場）[6]
- テレビアニメ「ココロコネクト」先行上映イベント（2012年6月24日、エンターブレイン本社ビル）[7]
- マチ★アソビ vol.10 開会式トークショー（2013年5月3日、新町橋東公園）

## 事件
『ココロコネクト』のプロモーション企画における騒動
自らがプロデューサーを務めるテレビアニメ『ココロコネクト』において、主体となって企画・実行したプロモーションの内容が、声優の市来光弘を対象にした視聴者視点からはいじめ・パワハラともとれる偽オーディションや低周波治療器の目的外使用等の行為であった事に対し、「行き過ぎた演出」とした上で番組公式HPで、公式スタッフによる二度の謝罪文や出演声優によるブログでの謝罪文を掲載、『ココロコネクト 文研新聞〜ラジオ版〜』の一時休止等に至る騒動に発展した。また類似の事象として以前にも市来に対しては、別のイベントの際に事前に説明もなく「落ちてしまったオーディション」の音声を嫌がるにもかかわらず公開するなどしている。一連の騒動が起きてからは自身のTwitterを含め一切沈黙し、騒動直後の作品である『みなみけ ただいま』ではシリーズを通してプロデュースしていた作品でプロデューサーからアシスタントプロデューサーに降格するなどしていたが、2013年のマチ★アソビ vol.10 開会式トークショーにてメディア出演に復帰した。